# Xavi Torres

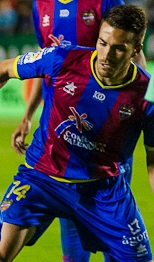
Foto uit 2012

Xavier Torres Buigues (Jávea, 21 november 1986), voetbalnaam Xavi Torres, is een Spaans voetballer. Hij speelt sinds 2012 als middenvelder bij Getafe.
Xavi Torres speelde tot 2007 in de jeugdelftallen van Villarreal CF. In augustus 2007 werd de verdediger gecontracteerd door FC Barcelona waar hij voor het tweede elftal ging spelen. Met Barça B werd hij 2008 kampioen van de Tercera División Grupo 5. Op 5 september 2007 debuteerde Xavi Torres in het eerste elftal. In de halve finale van de Copa de Catalunya tegen Girona FC startte hij in de basis. In het seizoen 2008/2009 werd Xavi Torres na het vertrek van Marc Valiente aanvoerder van FC Barcelona B. Op 17 mei 2009 maakte hij zijn debuut in de Primera División tegen Real Mallorca. De middenvelder begon in de basiself en speelde de volledige 90 minuten. In juni 2009 vertrok Xavi Torres naar Málaga CF. Daarna werd  Xavi Torres uitgeleend aan Levante UD. Op 1 augustus 2012 tekende hij een vierjarig contract bij Getafe.

## Statistieken
| seizoen    | club           | land   | competitie                 | wed. | goals |
| ---------- | -------------- | ------ | -------------------------- | ---- | ----- |
| 2007/08    | FC Barcelona B | Spanje | Tercera División Grupo 5   | 29   | 4     |
| 2008/09    | Barça Atlètic  | Spanje | Segunda División B Grupo 3 | 26   | 1     |
| 2008/09    | FC Barcelona   | Spanje | Primera División           | 2    | 0     |
| 2009/10    | Málaga CF      | Spanje | Primera División           | 11   | 1     |
| 2010/11    | Levante UD     | Spanje | Primera División           | 35   | 0     |
| 2011/12    | Levante UD     | Spanje | Primera División           | 31   | 5     |
| 2012/13    | Getafe CF      | Spanje | Primera División           | 17   | 0     |
| Bijgewerkt | 27-12-2012     |        |                            |      |       |

1 Cuéllar ·
2 Douglas ·
3 Babin · 
4 Meré ·
5 Amorebieta ·
6 Álvarez ·
7 Rodríguez ·
8 Traoré ·
9 Castro ·
10 Cases ·
11 Lora  ·
13 Mariño ·
14 Burgui · 
15 Canella ·
16 Lillo ·
17 Afif ·
18 López ·
19 Carmona ·
20 Ndi ·
21 Torres ·
23 Gómez · 
24 Čop · 
25 Viguera · 
26 Fernández · 
27 Díaz · 
28 Santos · 
29 Rodríguez · 
30 Whalley · 
31 Rubén · 
33 Salvador · 
Coach: Rubi